# Nicolaus Binder

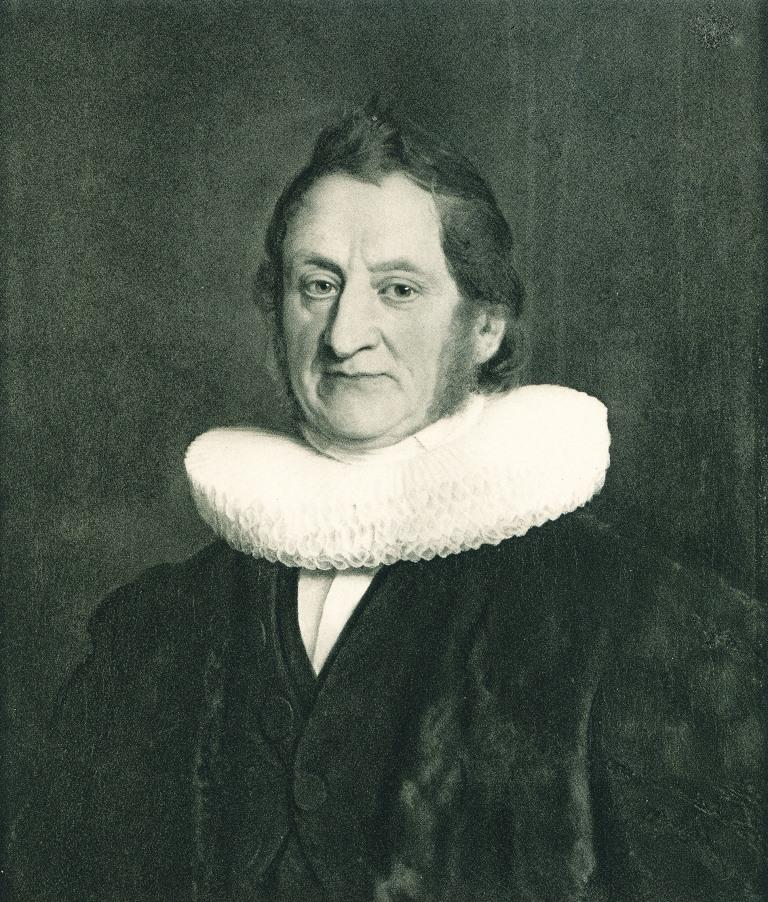
Nicolaus Binder, Ölgemälde(?) von Robert Schneider (1846).

Nicolaus Binder (* 11. Mai 1785 in Lübeck; † 23. November 1865 in Hamburg) war ein deutscher Jurist und Erster Bürgermeister von Hamburg.

## Leben
Binder war Sohn des Lübecker Juristen und Ratsherrn Nicolaus Binder. Er studierte ab 1803 in Tübingen, Göttingen und Heidelberg Rechtswissenschaften und wurde 1808 Licentiat der Rechte in Tübingen. Im selben Jahr wurde er als Notar in Lübeck zugelassen. Im folgenden Jahr trat er in den Lübecker Staatsdienst ein und wurde Archivar und Prokurator. Nachdem der Oberhof Lübeck von den Franzosen 1811 aufgelöst worden war, ging Binder nach Hamburg, um dort an dem neugeschaffenen Kaiserlichen Gerichtshof (Cour Impériale) tätig zu werden. Er erlangte 1815 das Hamburger Bürgerrecht und blieb in Hamburg.
Am 2. April 1823 wurde er in den Hamburger Rat gewählt und war vor allem als Polizeiherr tätig. 1855 wurde er zum ersten Mal innerhalb des Rates zum Ersten Bürgermeister gewählt, im folgenden Jahr war er stellvertretender Bürgermeister. Nach diesem Muster war er bis 1861 durchgehend Bürgermeister, er war der Gegenspieler von Bürgermeister Heinrich Kellinghusen, gegen dessen Wünsche er die Senatsreformen durchsetzte. Zum Ende des Jahres 1861 schied er aus Altersgründen aus dem Senat aus.
Er war Mitglied der Freimaurerloge Ferdinand zum Felsen in Hamburg. 
Nicolaus Binder war verheiratet mit Helene Franziska Schmidt (1802–1854), Tochter von Friedrich Ludwig Schmidt und dessen Frau Henriette Moers. Ihre Tochter Pauline Binder (1821–1912) heiratete im  März 1857 den Juristen Franz von Holtzendorff.
Die umfangreiche Algensammlung des Nicolaus Binder wurde im Jahr 1870 von seinen Erben dem Naturhistorische Museum Hamburg geschenkt. Nach dessen Zerstörung in 1943 und nachfolgender Verwahrung im Zoologischen Museum Hamburg ist die Sammlung heute im Botanischen Museum der Universität Hamburg (Loki Schmidt Haus) in Hamburg-Flottbek ausgestellt.
Nach Binder ist die Binderstraße in Rotherbaum benannt.

## Porträts
- Robert Schneider, Porträt (halbe Figur), Bürgermeister Nicolaus Binder, 67 × 55,5 cm, bez.:  1846.[3]
- Robert Schneider, Porträt (halbe Figur), Franziska Binder, geb. Schmidt, 67 × 55,5 cm, bez.:  1846.[4]